# Iloczyn Blaschkego
Iloczyn Blaschkego – funkcja analityczna ograniczona na otwartym kole jednostkowym. Funkcja ta jest skonstruowana w taki sposób, by posiadać ciąg (skończony lub nieskończony) liczb zespolonych {\displaystyle a_{0},\;a_{1},\dots } wewnątrz koła jednostkowego.
Iloczyn Blaschkego jest powiązany z przestrzenią Hardy’ego. Po raz pierwszy został zaproponowany w 1915 roku przez Wilhelma Blaschkego.

## Definicja formalna
Ciąg punktów {\displaystyle (a_{n})} wewnątrz koła jednostkowego spełnia warunki Blaschkego jeżeli
{\displaystyle \sum _{n}(1-|a_{n}|)<\infty .}
Wykorzystując taki ciąg, iloczyn Blaschkego jest zdefiniowany jako
{\displaystyle B(z)=\prod _{n}B(a_{n},z),}
gdzie współczynniki
{\displaystyle B(a,z)={\frac {|a|}{a}}\;{\frac {a-z}{1-{\overline {a}}z}},}
o ile {\displaystyle a\neq 0,} gdzie {\displaystyle {\overline {a}}} jest sprzężeniem zespolonym {\displaystyle a.} Gdy {\displaystyle a=0,} wtedy {\displaystyle B(0,z)=z.}
Iloczyn Blaschkego {\displaystyle B(z)} definiuje funkcję analityczną na otwartym kole jednostkowym z zerami (pojedynczymi lub wielokrotnymi) {\displaystyle a_{n}.} Również należy do przestrzeni Hardy’ego {\displaystyle H^{\infty }}.
Ciąg {\displaystyle a_{n}} spełniający powyższe warunki jest również zwany ciągiem Blaschkego.

## Twierdzenie Szegő
Zgodnie z twierdzeniem Gábor Szegő, jeżeli {\displaystyle f} należy do {\displaystyle H^{1}} (przestrzeń Hardy’ego z całkowalną normą), oraz jeżeli {\displaystyle f} jest niezerowa, wtedy zera {\displaystyle f} spełniają warunki Blaschkego.

## Skończony iloczyn Blaschkego
Skończony iloczyn Blaschkego może być określony (jako analityczna funkcja na kole jednostkowym) w następujący sposób: Niech {\displaystyle f} będzie funkcją analityczną na otwartym kole jednostkowym taką, że {\displaystyle f} może być uciąglona na otwartym na zamkniętym dysku
{\displaystyle {\overline {\Delta }}=\{z\in \mathbb {C} \,|\,|z|\leqslant 1\},}
który mapuje jednostkowy okrąg w siebie samego. Wtedy {\displaystyle f} jest równa skończonemu iloczynowi Blaschkego
{\displaystyle B(z)=\zeta \prod _{i=1}^{n}\left({\frac {z-a_{i}}{1-{\overline {a_{i}}}z}}\right)^{m_{i}},}
gdzie {\displaystyle \zeta } leży na jednostkowym okręgu oraz {\displaystyle m_{i}} jest wielokrotnością zera {\displaystyle a_{i},|a_{i}|<1.} W szczególności, jeżeli {\displaystyle f} spełnia powyższe warunki oraz nie posiada zer wewnątrz jednostkowego okręgu, wtedy {\displaystyle f} jest stałą.